# Veronika Marte

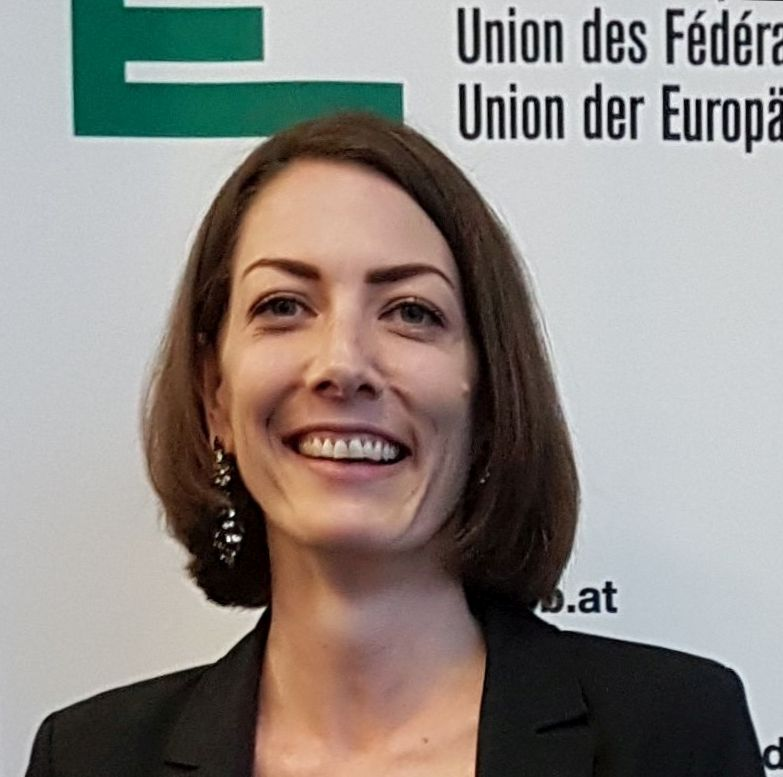
Veronika Marte (2018)

Veronika Marte (* 21. Februar 1982 in Feldkirch) ist eine österreichische Politikerin (ÖVP) und Lehrerin. Sie ist hauptberuflich Sonderschulpädagogin und politisch als Stellvertreterin des ÖVP-Bundesparteiobmanns Christian Stocker, seit 2019 als Abgeordnete zum Vorarlberger Landtag und seit 2016 als Stadträtin in Bregenz tätig.

## Ausbildung und beruflicher Werdegang
Veronika Marte wuchs in Bregenz auf. Sie besuchte die Volksschule Augasse, das Sacré Coeur Riedenburg und maturierte am BORG Lauterach. Anschließend studierte sie ein Jahr Rechtswissenschaft in Wien, kehrte aber wieder nach Vorarlberg zurück und absolvierte die BHAK-Reifeprüfung in Bregenz. Danach ließ sie sich zur Volksschullehrerin an der Pädagogischen Hochschule Vorarlberg ausbilden. Sie arbeitet seit 2008 am pädagogischen Förderzentrum in Feldkirch und in der Allgemeinen Sonderschule (ASO) (VS Unterfeld mit angeschlossenem sonderpädagogischem Zentrum) in Lauterach.

## Politische Karriere
Ihre politische Laufbahn begann 2008 in der Jungen Volkspartei (JVP). Sie wurde Obfrau der JVP Bregenz und Stellvertreterin des JVP-Landesobmanns in Vorarlberg. Seit 2010 ist sie Mitglied der Bregenzer Stadtvertretung und seit Mai 2016 Stadträtin. Im Jahr 2012 wurde sie Obfrau des Vorarlberger Familienbundes und seit Juli 2017 ist sie stellvertretende Vorsitzende der ÖVP unter Sebastian Kurz.
Am 14. März 2019 wurde vonseiten der Vorarlberger Volkspartei bekannt gegeben, dass Veronika Marte die Nachfolge des zurückgetretenen Landtagsabgeordneten Matthias Kucera antreten werde. Seit ihrer Angelobung in der Landtagssitzung am 3. April 2019 ist Veronika Marte Abgeordnete zum Vorarlberger Landtag für den Wahlbezirk Bregenz. Bei der Landtagswahl am 13. Oktober 2019 wurde Marte im Wahlbezirk Bregenz erneut in den Landtag gewählt und gehört diesem damit auch in der 31. Legislaturperiode an. Beim Bundesparteitag am 29. März 2025 wurde sie zu einer der vier Stellvertreter des Bundesparteiobmanns Christian Stocker gewählt.